# Tour de Ski 2009/2010
Tour de Ski 2009/2010 genomfördes 1–10 januari 2010. 
Detta var den fjärde Tour de Ski i ordningen. Det första loppet kördes i Oberhof i Tyskland, och avslutningen skedde i Val di Fiemme i Italien. Regerande mästare var Virpi Kuitunen från Finland och Dario Cologna från Schweiz. Vinnare 2010 blev Lukáš Bauer från Tjeckien och Justyna Kowalczyk från Polen.

## Damer

### Prolog -1 januari;2,5 km fristil, individuell start;Oberhof,Tyskland
| Nr | Namn                   | Land      | Tid    | VC-poäng |  |
| -- | ---------------------- | --------- | ------ | -------- |  |
| 1  | Petra Majdič           | Slovenien | 6.35,2 | 50 p     |  |
| 2  | Natalia Korosteljeva   | Ryssland  | +2,1   | 46 p     |  |
| 3  | Justyna Kowalczyk      | Polen     | +6,3   | 43 p     |  |
| 4  | Arianna Follis         | Italien   | +7,0   | 40 p     |  |
| 5  | Miriam Gössner         | Tyskland  | +12,7  | 37 p     |  |
| 6  | Aino-Kaisa Saarinen    | Finland   | +15,5  | 34 p     |  |
| 7  | Celine Brun-Lie        | Norge     | +15,7  | 32 p     |  |
| 8  | Riitta-Liisa Roponen   | Finland   | +16,2  | 30 p     |  |
| 9  | Kristin Størmer Steira | Norge     | +16,4  | 28 p     |  |
| 10 | Hanna Brodin           | Sverige   | +17,6  | 26 p     |  |

| Nr | Namn                 | Land      | Tid    |
| -- | -------------------- | --------- | ------ |
| 1  | Petra Majdič         | Slovenien | 6:20.2 |
| 2  | Natalia Korosteljeva | Ryssland  | +7.1   |
| 3  | Justyna Kowalczyk    | Polen     | +16.3  |
| 3  | Arianna Follis       | Italien   | +22.0  |
| 5  | Miriam Gössner       | Tyskland  | +27.7  |

| Nr | Namn                 | Land      | Poäng |
| -- | -------------------- | --------- | ----- |
| 1  | Petra Majdič         | Slovenien | 15 p  |
| 2  | Natalia Korosteljeva | Ryssland  | 10 p  |
| 3  | Justyna Kowalczyk    | Polen     | 5 p   |

### Etapp 2 -2 januari;10 km klassisk stil, jaktstart;Oberhof,Tyskland
| Nr | Namn                   | Land      | Tid     | VC-poäng |  |
| -- | ---------------------- | --------- | ------- | -------- |  |
| 1  | Justyna Kowalczyk      | Polen     | 28:10,0 | 50 p     |  |
| 2  | Aino-Kaisa Saarinen    | Finland   | +2,8    | 46 p     |  |
| 3  | Kristin Størmer Steira | Norge     | +5,7    | 43 p     |  |
| 4  | Virpi Kuitunen         | Finland   | +13,2   | 40 p     |  |
| 5  | Arianna Follis         | Italien   | +26,6   | 37 p     |  |
| 6  | Natalia Korosteljeva   | Ryssland  | +31,3   | 34 p     |  |
| 7  | Marianna Longa         | Italien   | +34,0   | 32 p     |  |
| 8  | Vibeke Skofterud       | Norge     | +34,8   | 30 p     |  |
| 9  | Olga Savjalova         | Ryssland  | +35,2   | 28 p     |  |
| 10 | Petra Majdič           | Slovenien | +35,7   | 26 p     |  |

| Nr | Namn                   | Land    | Tid     |
| -- | ---------------------- | ------- | ------- |
| 1  | Justyna Kowalczyk      | Polen   | 34:30,0 |
| 2  | Aino Kaisa Saarinen    | Finland | +2,8    |
| 3  | Kristin Størmer Steira | Norge   | +5,7    |
| 4  | Virpi Kuitunen         | Finland | +13,2   |
| 5  | Arianna Follis         | Italien | +26,6   |

| Nr | Namn                 | Land      | Poäng |
| -- | -------------------- | --------- | ----- |
| 1  | Petra Majdič         | Slovenien | 15 p  |
| 2  | Natalia Korosteljeva | Ryssland  | 10 p  |
| 3  | Justyna Kowalczyk    | Polen     | 5 p   |

### Etapp 3 -3 januari;klassisik, sprint;Oberhof,Tyskland
| Nr | Namn                   | Land      | Bonustid | VC-poäng |  |
| -- | ---------------------- | --------- | -------- | -------- |  |
| 1  | Petra Majdič           | Slovenien | 60 s     | 50 p     |  |
| 2  | Justyna Kowalczyk      | Polen     | 56 s     | 46 p     |  |
| 3  | Aino-Kaisa Saarinen    | Finland   | 52 s     | 43 p     |  |
| 4  | Arianna Follis         | Italien   | 48 s     | 40 p     |  |
| 5  | Kristin Størmer Steira | Norge     | 44 s     | 37 p     |  |
| 6  | Alena Prochazkova      | Ryssland  | 42 s     | 34 p     |  |
| 7  | Kateřina Smutná        | Österrike | 40 s     | 32 p     |  |
| 8  | Walentyna Nowikowa     | Ryssland  | 38 s     | 30 p     |  |
| 9  | Olga Rotsjeva          | Ryssland  | 36 s     | 28 p     |  |
| 10 | Alena Sidko            | Ryssland  | 34 s     | 26 p     |  |

| Nr | Namn                   | Land      | Tid     |
| -- | ---------------------- | --------- | ------- |
| 1  | Justyna Kowalczyk      | Polen     | 37:56.1 |
| 2  | Aino Kaisa Saarinen    | Finland   | +4,3    |
| 3  | Kristin Størmer Steira | Norge     | +30,1   |
| 4  | Petra Majdič           | Slovenien | +34,5   |
| 5  | Arianna Follis         | Italien   | +39,7   |

| Nr | Namn                | Land      | Poäng |
| -- | ------------------- | --------- | ----- |
| 1  | Petra Majdič        | Slovenien | 75    |
| 2  | Justyna Kowalczyk   | Polen     | 61    |
| 3  | Aino-Kaisa Saarinen | Finland   | 52    |

### Etapp 4 -4 januari;fristil, sprint;Prag,Tjeckien
| Nr | Namn                 | Land      | Bonustid | VC-poäng |  |
| -- | -------------------- | --------- | -------- | -------- |  |
| 1  | Natalia Korosteljeva | Ryssland  | 60 s     | 50 p     |  |
| 2  | Celine Brun-Lie      | Norge     | 56 s     | 46 p     |  |
| 3  | Alena Procházková    | Slovakien | 52 s     | 43 p     |  |
| 4  | Arianna Follis       | Italien   | 48 s     | 40 p     |  |
| 5  | Aino-Kaisa Saarinen  | Finland   | 44 s     | 37 p     |  |
| 6  | Vesna Fabjan         | Slovenien | 42 s     | 34 p     |  |
| 7  | Petra Majdič         | Slovenien | 40 s     | 32 p     |  |
| 8  | Magda Genuin         | Italien   | 38 s     | 30 p     |  |
| 9  | Magdalena Pajala     | Sverige   | 36 s     | 28 p     |  |
| 10 | Britta Norgren       | Sverige   | 34 s     | 26 p     |  |

| Nr | Namn                 | Land      | Tid     |
| -- | -------------------- | --------- | ------- |
| 1  | Aino-Kaisa Saarinen  | Finland   | 40:16.3 |
| 2  | Justyna Kowalczyk    | Polen     | +24,9   |
| 3  | Petra Majdič         | Slovenien | +29,7   |
| 4  | Arianna Follis       | Italien   | +31,7   |
| 5  | Natalia Korosteljeva | Ryssland  | +45,2   |

| Nr | Namn                 | Land      | Poäng |
| -- | -------------------- | --------- | ----- |
| 1  | Petra Majdič         | Slovenien | 115   |
| 2  | Natalia Korosteljeva | Ryssland  | 102   |
| 3  | Arianna Follis       | Italien   | 96    |
| 3  | Aino-Kaisa Saarinen  | Finland   | 96    |

### Etapp 5 -6 januari;15 km fristil, jaktstart;Cortina d'Ampezzo,Italien
| Nr | Namn                   | Land      | Tid     | VC-poäng |  |
| -- | ---------------------- | --------- | ------- | -------- |  |
| 1  | Arianna Follis         | Italien   | 34:34,8 | 50 p     |  |
| 2  | Petra Majdič           | Slovenien | +3,4    | 46 p     |  |
| 3  | Justyna Kowalczyk      | Polen     | +4,1    | 43 p     |  |
| 4  | Aino-Kaisa Saarinen    | Finland   | +27,6   | 40 p     |  |
| 5  | Marianna Longa         | Italien   | +2.00,9 | 37 p     |  |
| 6  | Alena Sidko            | Ryssland  | +2.02,0 | 34 p     |  |
| 7  | Riitta-Liisa Roponen   | Finland   | +2.03,7 | 32 p     |  |
| 8  | Olga Zavjalova         | Ryssland  | +2.04,1 | 30 p     |  |
| 9  | Kristin Størmer Steira | Norge     | +2.07,7 | 28 p     |  |
| 10 | Vibeke Skofterud       | Norge     | +2.43,4 | 26 p     |  |

| Nr | Namn                | Land      | Tid       |
| -- | ------------------- | --------- | --------- |
| 1  | Arianna Follis      | Italien   | 1.14.51,1 |
| 2  | Petra Majdič        | Slovenien | +3,4      |
| 3  | Justyna Kowalczyk   | Polen     | +4,1      |
| 4  | Aino-Kaisa Saarinen | Finland   | +27,6     |
| 5  | Marianna Longa      | Italien   | +2.00,9   |

| Nr | Namn                | Land      | Poäng |
| -- | ------------------- | --------- | ----- |
| 1  | Petra Majdič        | Slovenien | 115   |
| 2  | Aino-Kaisa Saarinen | Finland   | 96    |
| 2  | Arianna Follis      | Italien   | 96    |

### Etapp 6 -7 januari;5 km klassisk stil,;Toblach,Italien
| Nr | Namn                   | Land      | Tid     | VC-poäng |  |
| -- | ---------------------- | --------- | ------- | -------- |  |
| 1  | Justyna Kowalczyk      | Polen     | 12:37,6 | 50 p     |  |
| 2  | Aino-Kaisa Saarinen    | Finland   | +11,6   | 46 p     |  |
| 3  | Petra Majdič           | Slovenien | +14,8   | 43 p     |  |
| 4  | Kristin Størmer Steira | Norge     | +25,6   | 40 p     |  |
| 5  | Vibeke Skofterud       | Norge     | +27,1   | 37 p     |  |
| 6  | Arianna Follis         | Italien   | +27,3   | 34 p     |  |
| 7  | Alena Sidko            | Ryssland  | +28,9   | 32 p     |  |
| 8  | Julia Tsjekaleva       | Ryssland  | +29,6   | 30 p     |  |
| 9  | Marthe Kristoffersen   | Norge     | +35,4   | 28 p     |  |
| 10 | Katrin Zeller          | Tyskland  | +36,9   | 26 p     |  |

| Nr | Namn                | Land      | Tid       |
| -- | ------------------- | --------- | --------- |
| 1  | Justyna Kowalczyk   | Polen     | 1.27.32,8 |
| 2  | Petra Majdič        | Slovenien | +14,1     |
| 3  | Arianna Follis      | Italien   | +23,2     |
| 4  | Aino-Kaisa Saarinen | Finland   | +35,1     |
| 5  | Alena Sidko         | Ryssland  | +2.26,8   |

| Nr | Namn                | Land      | Poäng |
| -- | ------------------- | --------- | ----- |
| 1  | Petra Majdič        | Slovenien | 115   |
| 2  | Aino-Kaisa Saarinen | Finland   | 96    |
| 2  | Arianna Follis      | Italien   | 96    |

### Etapp 7 -9 januari;10 km klassisk stil, masstart;Val di Fiemme,Italien
| Nr | Namn             | Land      | Tid     | VC-poäng |  |
| -- | ---------------- | --------- | ------- | -------- |  |
| 1  | Petra Majdič     | Slovenien | 34.06,4 | 50 p     |  |
| 2  | Jelena Kołomina  | Kazakstan | +0,1    | 46 p     |  |
| 3  | Marianna Longa   | Italien   | +1,0    | 43 p     |  |
| 4  | Riikka Sarasoja  | Finland   | +1,3    | 40 p     |  |
| 5  | Arianna Follis   | Italien   | +2,4    | 37 p     |  |
| 6  | Britta Norgren   | Sverige   | +2,5    | 34 p     |  |
| 7  | Olga Savjalova   | Ryssland  | +4,4    | 32 p     |  |
| 8  | Eva Nyvltová     | Tjeckien  | +4,5    | 30 p     |  |
| 9  | Magdalena Pajala | Sverige   | +4,7    | 28 p     |  |
| 10 | Katrin Zeller    | Tyskland  | +6,0    | 26 p     |  |

| Nr | Namn                   | Land      | Tid       |
| -- | ---------------------- | --------- | --------- |
| 1  | Petra Majdič           | Slovenien | 2.01.08,3 |
| 2  | Justyna Kowalczyk      | Polen     | +31,4     |
| 3  | Arianna Follis         | Italien   | +56,5     |
| 4  | Aino-Kaisa Saarinen    | Finland   | +1.35,4   |
| 5  | Kristin Størmer Steira | Norge     | +2.59,6   |

| Nr | Namn                | Land      | Poäng |
| -- | ------------------- | --------- | ----- |
| 1  | Petra Majdič        | Slovenien | 160   |
| 2  | Aino-Kaisa Saarinen | Finland   | 96    |
| 2  | Arianna Follis      | Italien   | 96    |

### Etapp 8 -10 januari;9 km fristil stil,;Val di Fiemme,Italien
| Nr | Namn                         | Land      | Tid     | VC-poäng |  |
| -- | ---------------------------- | --------- | ------- | -------- |  |
| 1  | Kristin Størmer Steira       | Norge     | 35:49,8 | 50 p     |  |
| 2  | Riitta-Liisa Roponen         | Finland   | +3,0    | 46 p     |  |
| 3  | Jevgenija Medvedeva-Arbuzova | Ryssland  | +3,9    | 43 p     |  |
| 4  | Justyna Kowalczyk            | Polen     | +25,0   | 40 p     |  |
| 5  | Sabina Valbusa               | Italien   | +30,3   | 37 p     |  |
| 6  | Karine Philippot             | Frankrike | +42,8   | 34 p     |  |
| 7  | Aino-Kaisa Saarinen          | Finland   | +55,7   | 32 p     |  |
| 8  | Olga Savjalova               | Ryssland  | +56,1   | 30 p     |  |
| 9  | Svetlana Malahova-Sjisjkina  | Kazakstan | +1.11,6 | 28 p     |  |
| 10 | Arianna Follis               | Italien   | +1.12,1 | 26 p     |  |

| Nr | Namn                   | Land      | Tid       |
| -- | ---------------------- | --------- | --------- |
| 1  | Justyna Kowalczyk      | Polen     | 2:37:54,5 |
| 2  | Petra Majdič           | Slovenien | +19,2     |
| 3  | Arianna Follis         | Italien   | +1:12,2   |
| 4  | Aino-Kaisa Saarinen    | Finland   | +1:34,7   |
| 5  | Kristin Størmer Steira | Norge     | +2.08,1   |

| Nr | Namn                | Land      | Poäng |
| -- | ------------------- | --------- | ----- |
| 1  | Petra Majdič        | Slovenien | 160   |
| 2  | Aino-Kaisa Saarinen | Finland   | 96    |
| 2  | Arianna Follis      | Italien   | 96    |

## Herrar

### Prolog -1 januari;3,75 km fristil, individuell start;Oberhof,Tyskland
| Nr | Namn               | Land      | Tid    | VC-poäng |
| -- | ------------------ | --------- | ------ | -------- |
| 1  | Petter Northug     | Norge     | 7:37,4 | 50 p     |
| 2  | Marcus Hellner     | Sverige   | +0,8   | 46 p     |
| 3  | Axel Teichmann     | Tyskland  | +2,0   | 43 p     |
| 3  | Dario Cologna      | Schweiz   | +2,5   | 40 p     |
| 5  | Sergej Sjirjajev   | Ryssland  | +5,2   | 37 p     |
| 6  | Loris Frasnelli    | Italien   | +6,2   | 34 p     |
| 7  | Lukáš Bauer        | Tjeckien  | +7,1   | 32 p     |
| 8  | Jean Marc Gaillard | Frankrike | +7,7   | 30 p     |
| 9  | Alexander Legkov   | Ryssland  | +9,7   | 28 p     |
| 9  | Jesper Modin       | Sverige   | +9,7   | 28 p     |

| Nr | Namn             | Land     | Tid    |
| -- | ---------------- | -------- | ------ |
| 1  | Petter Northug   | Norge    | 7:22,0 |
| 2  | Marcus Hellner   | Sverige  | +6,0   |
| 3  | Axel Teichmann   | Tyskland | +12,0  |
| 3  | Dario Cologna    | Schweiz  | +17,0  |
| 5  | Sergej Sjirjajev | Ryssland | +20,0  |

| Nr | Namn           | Land     | Poäng |
| -- | -------------- | -------- | ----- |
| 1  | Petter Northug | Norge    | 15 p  |
| 2  | Marcus Hellner | Sverige  | 10 p  |
| 3  | Axel Teichmann | Tyskland | 5 p   |

### Etapp 2 -2 januari;15 km klassisk stil, jaktstart;Oberhof,Tyskland
| Nr | Namn               | Land     | Tid     | VC-poäng |
| -- | ------------------ | -------- | ------- | -------- |
| 1  | Petter Northug     | Norge    | 39.45,8 | 50 p     |
| 2  | Maksim Vylegzjanin | Ryssland | +0,1    | 46 p     |
| 3  | Matti Heikkinen    | Finland  | +0,8    | 43 p     |
| 4  | Lukáš Bauer        | Tjeckien | +2,5    | 40 p     |
| 5  | Tobias Angerer     | Tyskland | +3,1    | 37 p     |
| 6  | Axel Teichmann     | Tyskland | +5,3    | 34 p     |
| 7  | Sami Jauhojärvi    | Finland  | +9,5    | 32 p     |
| 8  | Jens Filbrich      | Tyskland | +10,0   | 30 p     |
| 9  | Marcus Hellner     | Sverige  | +10,5   | 28 p     |
| 10 | Devon Kershaw      | Kanada   | +10,9   | 26 p     |

| Nr | Namn               | Land     | Tid     |
| -- | ------------------ | -------- | ------- |
| 1  | Petter Northug     | Norge    | 47:07,8 |
| 2  | Maksim Vylegzjanin | Ryssland | +0,1    |
| 3  | Matti Heikkinen    | Finland  | +0,8    |
| 4  | Lukáš Bauer        | Tjeckien | +2,5    |
| 5  | Tobias Angerer     | Tyskland | +3,1    |

| Nr | Namn           | Land     | Poäng |
| -- | -------------- | -------- | ----- |
| 1  | Petter Northug | Norge    | 15 p  |
| 2  | Marcus Hellner | Sverige  | 10 p  |
| 3  | Axel Teichmann | Tyskland | 5 p   |

### Etapp 3 -3 januari;klassisk, sprint;Oberhof,Tyskland
| Nr | Namn              | Land     | Bonustid | VC-poäng |
| -- | ----------------- | -------- | -------- | -------- |
| 1  | Eldar Rønning     | Norge    | 60 s     | 50 p     |
| 2  | Petter Northug    | Norge    | 56 s     | 46 p     |
| 3  | Axel Teichmann    | Tyskland | 52 s     | 43 p     |
| 4  | Teodor Peterson   | Sverige  | 48 s     | 40 p     |
| 5  | Emil Jönsson      | Sverige  | 44 s     | 37 p     |
| 6  | Ivan Alypov       | Ryssland | 42 s     | 34 p     |
| 7  | Nikolaj Pankratov | Ryssland | 40 s     | 32 p     |
| 8  | Andrew Newell     | USA      | 38 s     | 30 p     |
| 9  | Sami Jauhojärvi   | Finland  | 36 s     | 28 p     |
| 10 | Dario Cologna     | Schweiz  | 32 s     | 26 p     |

| Nr | Namn            | Land     | Tid     |
| -- | --------------- | -------- | ------- |
| 1  | Petter Northug  | Norge    | 49:58,0 |
| 2  | Axel Teichmann  | Tyskland | +9,8    |
| 3  | Emil Jönsson    | Sverige  | +20,9   |
| 4  | Eldar Rönning   | Norge    | +23,3   |
| 5  | Sami Jauhojärvi | Finland  | +30,3   |

| Nr | Namn           | Land     | Poäng |
| -- | -------------- | -------- | ----- |
| 1  | Petter Northug | Norge    | 71    |
| 2  | Eldar Rønning  | Norge    | 60    |
| 2  | Axel Teichmann | Tyskland | 57    |

### Etapp 4 -4 januari;fristil, sprint;Prag,Tjeckien
| Nr | Namn               | Land      | Bonustid | VC-poäng |
| -- | ------------------ | --------- | -------- | -------- |
| 1  | Emil Jönsson       | Sverige   | 60 s     | 50 p     |
| 2  | Marcus Hellner     | Sverige   | 56 s     | 46 p     |
| 3  | Simen Østensen     | Norge     | 52 s     | 43 p     |
| 4  | Dusan Kozisek      | Tjeckien  | 48 s     | 40 p     |
| 5  | Teodor Peterson    | Sverige   | 44 s     | 37 p     |
| 6  | Andrew Newell      | USA       | 42 s     | 34 p     |
| 7  | Maksim Vylegzjanin | Ryssland  | 40 s     | 32 p     |
| 8  | Maurice Manificat  | Frankrike | 38 s     | 30 p     |
| 9  | Martin Koukal      | Tjeckien  | 36 s     | 28 p     |
| 10 | Tim Tscharnke      | Tyskland  | 34 s     | 26 p     |

| Nr | Namn               | Land     | Tid     |
| -- | ------------------ | -------- | ------- |
| 1  | Emil Jönsson       | Sverige  | 51:50,2 |
| 2  | Marcus Hellner     | Sverige  | +43,8   |
| 3  | Simen Østensen     | Norge    | +44,3   |
| 4  | Maksim Vylegzjanin | Ryssland | +46,5   |
| 5  | Petter Northug     | Norge    | +47,3   |

| Nr | Namn            | Land    | Poäng |
| -- | --------------- | ------- | ----- |
| 1  | Emil Jönsson    | Sverige | 104   |
| 2  | Teodor Peterson | Sverige | 92    |
| 2  | Simen Østensen  | Norge   | 84    |

### Etapp 5 -6 januari;30 km fristil, jaktstart;Cortina d'Ampezzo,Italien
| Nr | Namn                | Land      | Tid       | VC-poäng |
| -- | ------------------- | --------- | --------- | -------- |
| 1  | Petter Northug      | Norge     | 1.25.38,0 | 50 p     |
| 2  | Dario Cologna       | Schweiz   | +0,4      | 46 p     |
| 3  | Marcus Hellner      | Sverige   | +0,8      | 43 p     |
| 4  | Jean Marc Gaillard  | Frankrike | +10,8     | 40 p     |
| 5  | Matti Heikkinen     | Finland   | +12,0     | 37 p     |
| 6  | Axel Teichmann      | Tyskland  | +22,3     | 34 p     |
| 7  | Curdin Perl         | Schweiz   | +36,1     | 32 p     |
| 8  | Tord Asle Gjerdalen | Norge     | +36,7     | 30 p     |
| 9  | Ivan Babikov        | Kanada    | +37,1     | 28 p     |
| 9  | Tom Reichelt        | Tyskland  | +37,1     | 28 p     |

| Nr | Namn               | Land      | Tid       |
| -- | ------------------ | --------- | --------- |
| 1  | Petter Northug     | Norge     | 2.17.28,2 |
| 2  | Dario Cologna      | Schweiz   | +0,4      |
| 3  | Marcus Hellner     | Sverige   | +0,8      |
| 4  | Jean Marc Gaillard | Frankrike | +10,8     |
| 5  | Matti Heikkinen    | Finland   | +12,0     |

| Nr | Namn           | Land    | Poäng |
| -- | -------------- | ------- | ----- |
| 1  | Simen Østensen | Norge   | 84    |
| 2  | Marcus Hellner | Sverige | 82    |
| 3  | Petter Northug | Norge   | 71    |

### Etapp 6 -7 januari;10 km klassisk stil,;Toblach,Italien
| Nr | Namn               | Land     | Tid     | VC-poäng |
| -- | ------------------ | -------- | ------- | -------- |
| 1  | Daniel Rickardsson | Sverige  | 23.14,5 | 50 p     |
| 2  | Lukáš Bauer        | Tjeckien | +1,7    | 46 p     |
| 3  | Petter Northug     | Norge    | +6,2    | 43 p     |
| 4  | Axel Teichmann     | Tyskland | +13,4   | 40 p     |
| 5  | Marcus Hellner     | Sverige  | +25,5   | 37 p     |
| 6  | Matti Heikkinen    | Finland  | +28,6   | 34 p     |
| 7  | Giorgio di Centa   | Italien  | +31,6   | 32 p     |
| 8  | Dario Cologna      | Schweiz  | +35,5   | 30 p     |
| 9  | Alex Harvey        | Kanada   | +42,4   | 28 p     |
| 10 | Jens Filbrich      | Tyskland | +46,4   | 26 p     |

| Nr | Namn               | Land     | Tid       |
| -- | ------------------ | -------- | --------- |
| 1  | Petter Northug     | Norge    | 2.40.48,9 |
| 2  | Marcus Hellner     | Sverige  | +20,1     |
| 3  | Axel Teichmann     | Tyskland | +29,5     |
| 4  | Dario Cologna      | Schweiz  | +29,7     |
| 5  | Daniel Rickardsson | Sverige  | +32,3     |

| Nr | Namn           | Land    | Poäng |
| -- | -------------- | ------- | ----- |
| 1  | Simen Østensen | Norge   | 84    |
| 2  | Marcus Hellner | Sverige | 82    |
| 3  | Petter Northug | Norge   | 71    |

### Etapp 7 -9 januari;20 km klassisk stil, masstart;Val di Fiemme,Italien
| Nr | Namn                   | Land      | Tid     | VC-poäng |
| -- | ---------------------- | --------- | ------- | -------- |
| 1  | Lukáš Bauer            | Tjeckien  | 59.03,5 | 50 p     |
| 2  | Petter Northug         | Norge     | +31,5   | 46 p     |
| 3  | Axel Teichmann         | Tyskland  | +32,3   | 43 p     |
| 4  | Dario Cologna          | Schweiz   | +33,3   | 40 p     |
| 5  | Daniel Rickardsson     | Sverige   | +37,1   | 37 p     |
| 6  | Jean-Marc Gaillard     | Frankrike | +42,0   | 34 p     |
| 7  | René Sommerfeldt       | Tyskland  | +44,6   | 32 p     |
| 8  | Sergej Tjerepanov      | Kazakstan | +45,4   | 30 p     |
| 9  | Martin Johnsrud Sundby | Norge     | +46,5   | 28 p     |
| 10 | Jens Filbrich          | Tyskland  | +48,0   | 26 p     |

| Nr | Namn               | Land     | Tid |
| -- | ------------------ | -------- | --- |
| 1  | Petter Northug     | Norge    |     |
| 2  | Lukáš Bauer        | Tjeckien |     |
| 3  | Axel Teichmann     | Tyskland |     |
| 4  | Dario Cologna      | Schweiz  |     |
| 5  | Daniel Rickardsson | Sverige  |     |

| Nr | Namn           | Land    | Poäng |
| -- | -------------- | ------- | ----- |
| 1  | Petter Northug | Norge   | 136   |
| 2  | Simen Østensen | Norge   | 99    |
| 3  | Marcus Hellner | Sverige | 82    |

### Etapp 8 -10 januari;10 km fristil stil,;Val di Fiemme,Italien
| Nr | Namn               | Land      | Tid     | VC-poäng |
| -- | ------------------ | --------- | ------- | -------- |
| 1  | Lukáš Bauer        | Tjeckien  | 33.43,4 | 50 p     |
| 2  | Marcus Hellner     | Sverige   | +2,4    | 46 p     |
| 3  | Jean-Marc Gaillard | Frankrike | +2,5    | 43 p     |
| 4  | Ivan Babikov       | Kanada    | +5,3    | 40 p     |
| 5  | Dario Cologna      | Schweiz   | +9,0    | 37 p     |
| 6  | Vincent Vittoz     | Frankrike | +1.27,3 | 34 p     |
| 7  | René Sommerfeldt   | Tyskland  | +1.32,0 | 32 p     |
| 8  | Giorgio Di Centa   | Italien   | +1.39,2 | 30 p     |
| 9  | Jiři Magal         | Tjeckien  | +1.43,4 | 28 p     |
| 10 | Roland Clara       | Italien   | +1.45,5 | 26 p     |

| Nr | Namn               | Land      | Tid       |
| -- | ------------------ | --------- | --------- |
| 1  | Lukáš Bauer        | Tjeckien  | 4:13:10,6 |
| 2  | Petter Northug     | Norge     | +1:16,4   |
| 3  | Dario Cologna      | Schweiz   | +1:32,2   |
| 4  | Marcus Hellner     | Sverige   | +1:41,4   |
| 5  | Jean-Marc Gaillard | Frankrike | +1:52,6   |

| Nr | Namn           | Land    | Poäng |
| -- | -------------- | ------- | ----- |
| 1  | Petter Northug | Norge   | 136   |
| 2  | Simen Østensen | Norge   | 99    |
| 3  | Marcus Hellner | Sverige | 82    |